# Мойсівка
Мо́йсівка — село в Україні, у Золотоніському районі Черкаської області. Входить до складу Шрамківської сільської громади. Розташоване на лівому березі річки Чумгак, за 20 км від селища Драбів. Населення — 540 чоловік (на 2009 рік).

## Минуле
Після Переяславської ради 1654 року вся Слобідська Україна, у тому числі й узбережжя Чумгака, інтенсивно заселялася вихідцями з козацьким корінням із більш заселених районів України. Згідно з легендою, саме в цей час один із євреїв на ім'я Мойся «построил на полпути между Переяславом и Пирятином проезжий двор, дабы путники сами отдыхали и лошадям отдых бы был».

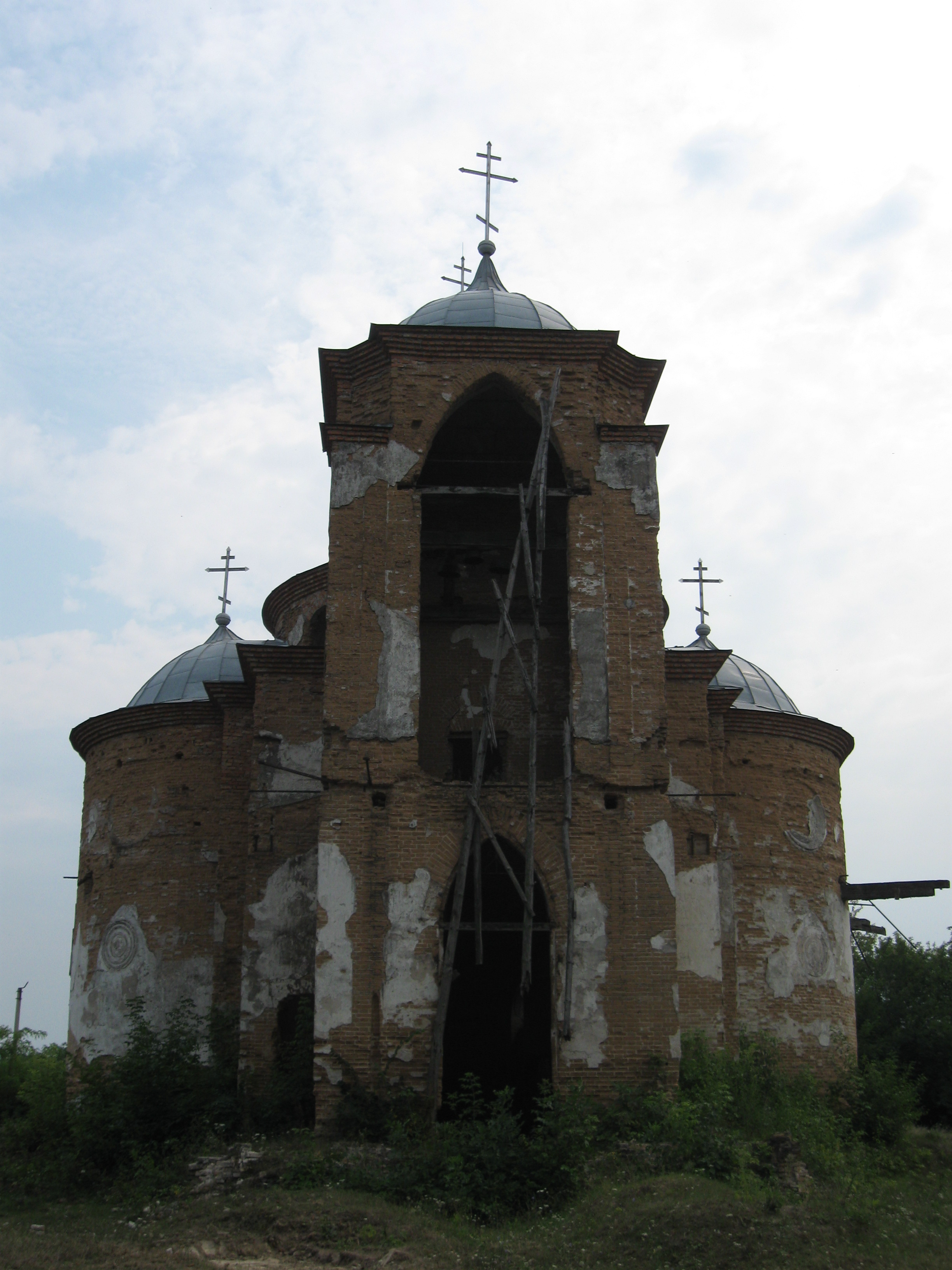
Руїна Церкви святих апостолів Петра і Павла

У 1796 році село стало власністю поміщика П. С. Волховського. У 1802 році увійшло до Пирятинського повіту Полтавської губернії. В ньому нараховувалося 300 ревізьких душ і 2 390 десятин землі. У 1804 році завершилося будівництво маєтку у химерному ажурному стилі, у 1808 — храму святих апостолів Петра і Павла. Маєток і храм становили єдиний архітектурний ансамбль. Волховські були дуже багаті й завжди це демонстрували. Вони полюбляли влаштовувати величезні бали на які з'їжджалися гості з усього краю. Ці бали могли тривати по кілька днів. Саме через ці бали, та через французький романтичний стиль маєтку, Мойсівку охрестили Лівобережним Версалем.
Мо́йсівка є на мапі 1826-1840 років.
Щороку на дні народження подружжя поміщиків Т. Г. Волховської (25 (12) січня) та П. С. Волховського (12 липня (29 червня)) відбувалися грандіозні бали, на які з'їжджалося близько 200 гостей з Лівобережжя, Петербурга та Москви. Цей маєток відвідували такі видатні діячі: О. С. Афанасьєв-Чужбинський, О. Капніст, родини Закревських та Рєпніних. Тричі відвідував Мойсівку відомий український поет Т. Г. Шевченко, якого привіз до Волховських вперше 12 липня (29 червня) 1843 року їх хрещеник — відомий байкар Є. П. Гребінка. Тут Тарас Григорович познайомився з Яковом де Бальменом, офіцером царської армії, присвятивши йому пізніше поему «Кавказ».
Видужавши, Шевченко 12 січня 1846 р. прибув у с Мойсівку на традиційні іменини до Т. Волховської. Тут він зустрів багатьох своїх знайомих: В. Забілу, М. Маркевича, Закревських та ін. Зі спогадів М. Корсун і листа М. Маркевича до дружини від 18 січня 1846 р. відомо про лотерею, яку тут влаштували на користь дрібної поміщиці О. Шостки. Розігрували олійний портрет О. Шостки, виконаний Шевченком. За спогадами М. Корсун, на портреті зображено «…сад, клумба роз и Шосточка, идущая по усыпанной песком дорожке под зонтиком в черном шелковом платье, несколько подхваченном кверху, чтобы видны были ноги, и в белом чепчике. Сходство портрета с оригиналом было поразительное: в художественном отношении эта работа Тараса Григорьевича отличалась замечательною тщательностью отделки. Величиною портрет был с аршин высоты и чверти три в ширину».
У 1877 році в селі була відкрита земська школа, у якій навчалися 36 учнів. Навчання було платне, вчителем працював Григорій Малиш.
Постійні розваги та марнотратство призвели до занепаду господарства Волховських. В кінці XIX століття вони змушені були розпродати свої землі, але й це не врятувало їх від банкрутства. Тому у 1912 році Мойсівка перейшла у казенну власність. У розкішному маєтку розмістили державні установи та квартири для земських вчителів.
У буремні роки Визвольних змагань маєток у Мойсівці було зруйновано. У радянські часи викорчували і розорали парк. Дивом збереглася лише церква Петра і Павла. Вона діяла аж до 60-х років минулого століття. Лише тоді її закрили й вона почала руйнуватись. Петропавловська церква у Мойсівці є пам'яткою архітектури національного значення. Її включили у Державну програму «Золота підкова Черкащини». Можливо саме тому почалася реставрація споруди. В останні роки завдяки старанням місцевого батюшки та прихожан-ентузіастів здійснено роботи по відновленню церкви.
Село постраждало внаслідок геноциду українського народу, проведеного окупаційним урядом СРСР 1932—1933 та 1946–1947 роках.

## Сучасність
У селі впорядковано мережу закладів соціально-культурної сфери: дитячий навчальний заклад, фельдшерсько-акушерський пункт, сільський клуб та бібліотека; функціонують 3 магазини приватних підприємців; проведено газифікацію населеного пункту (174 будинки) та фельдшерського пункту. Село повністю забезпечене автобусним сполученням.
На території села знаходиться церква святих апостолів Петра і Павла, яка потребує капітального ремонту. У селі зведені пам'ятник Т. Г. Шевченку, обеліск Слави, пам'ятник Невідомому солдату, пам'ятник жертвам Голодомору 1932—1933 років.

## Населення

### Мова
Розподіл населення за рідною мовою за даними перепису 2001 року:
| Мова            | Кількість | Відсоток |
| --------------- | --------- | -------- |
| українська      | 633       | 99.06%   |
| російська       | 4         | 0.62%    |
| вірменська      | 1         | 0.16%    |
| інші/не вказали | 1         | 0.16%    |
| Усього          | 639       | 100%     |

## Відомі люди
У селі народились:
- Масло Михайло Кирилович — вчитель, поет, член Національної спілки письменників України;
- Іван Юхимович Даниленко — Герой України;
- Григорій Титович Куторій — кавалер ордена Леніна.